# Richard Lalancette
Richard Lalancette est un acteur québécois.

## Filmographie
- 1991 : Lance et compte : Le crime de Lulu (TV)
- 1991 : Lance et compte : Envers et contre tous (TV)
- 1991 : Pacha et les chats (série télévisée) : Igor (voix)
- 1995 : Radio Enfer (série télévisée) : Gilbert - Mari de Jocelyne
- 1997 : Lapoisse et Jobard (série télévisée)
- 2001 : Karmina 2 : Petit homme chauve
- 2005 : Maman Last Call : Spectateur au théâtre
- 2005 : L'Gros Show (série télévisée) : L'Gérant
- 2005 : Cover Girl : Patron du Cover Girl

## Récompenses et nominations

### Récompenses
- 1979 - Champion compteur de la Ligue nationale d'improvisation